# Bolt Tail
Bolt Tail är en udde i Storbritannien.   Den ligger i grevskapet Devon och riksdelen England, i den södra delen av landet, 300 km sydväst om huvudstaden London.
Terrängen inåt land är platt. Havet är nära Bolt Tail åt sydväst.  Närmaste större samhälle är Kingsbridge, 8,1 km nordost om Bolt Tail. 